# Montgivray
Montgivray uitspraakⓘ is een gemeente in het Franse departement Indre (regio Centre-Val de Loire). De plaats maakt deel uit van het arrondissement La Châtre. Montgivray telde op 1 januari 2022 1.557 inwoners. De eerste vermelding van de naam Montgivray dateert uit 1273.

## Geografie
De oppervlakte van Montgivray bedroeg op 1 januari 2022 25,48 vierkante kilometer; de bevolkingsdichtheid was toen 61,1 inwoners per km².

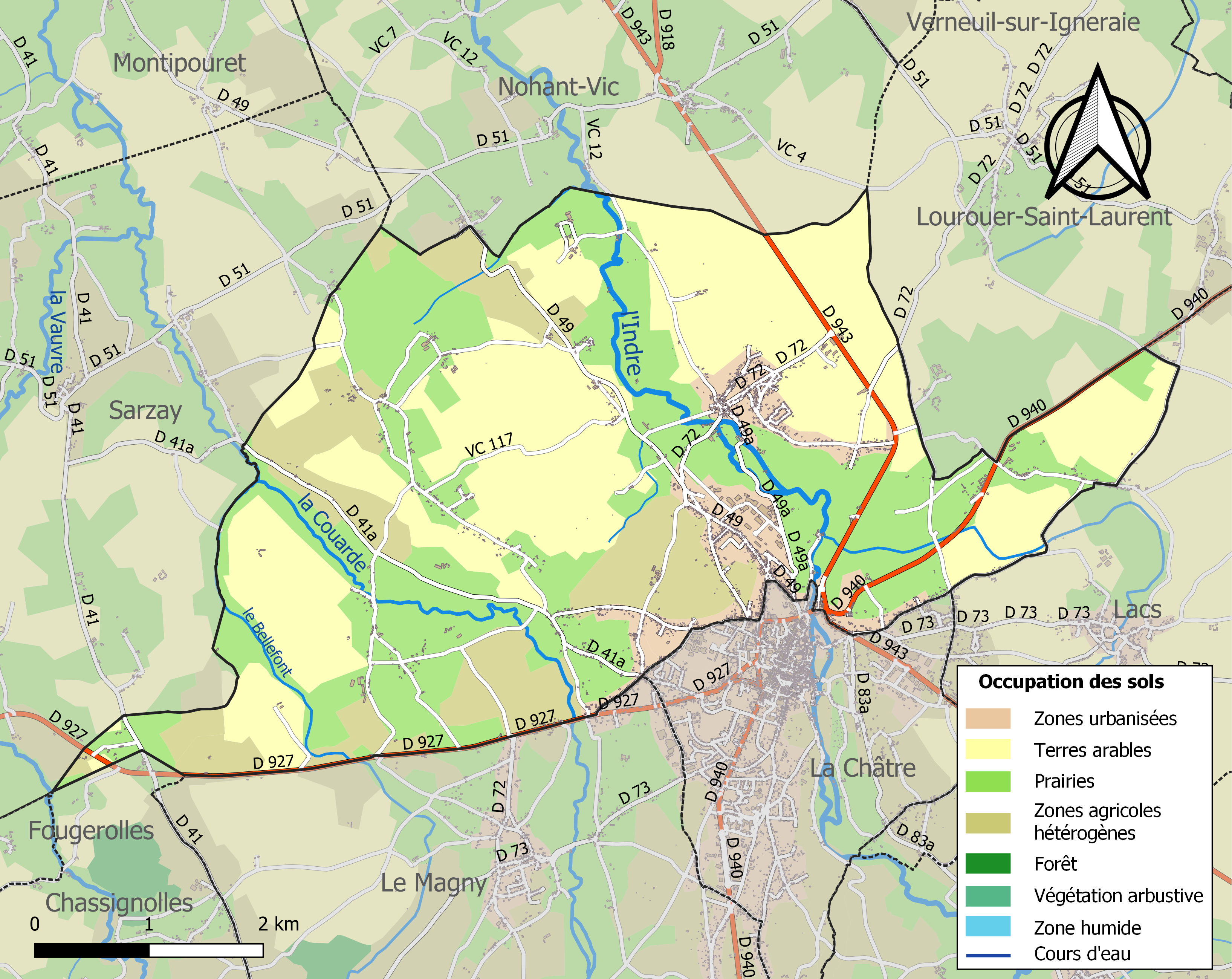
Kaart van de gemeente met belangrijkste infrastructuur, bodemgebruik en omliggende gemeenten

## Demografie
Onderstaande figuur toont het verloop van het inwonertal (bron: INSEE-tellingen).

## Galerij

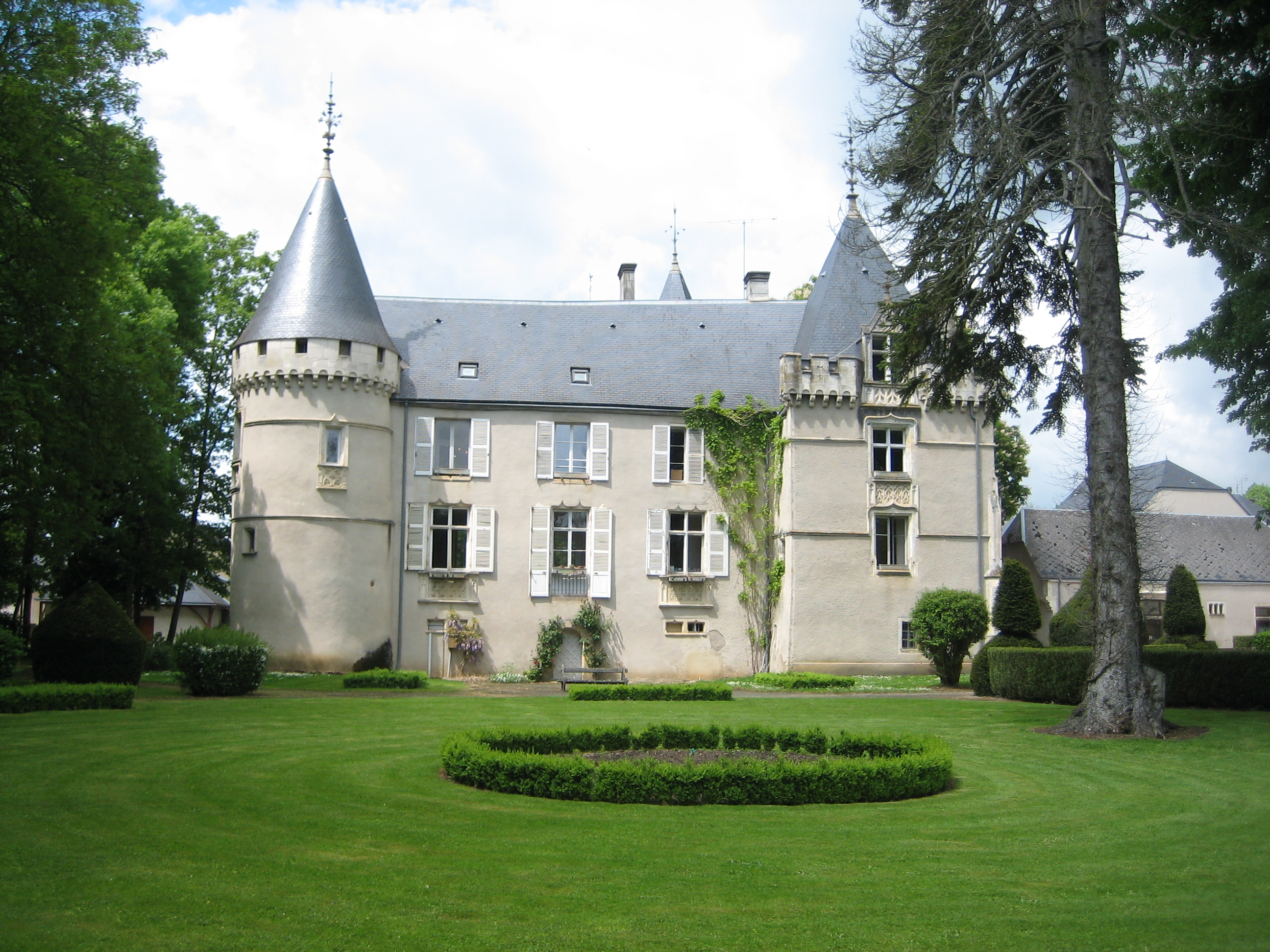
Het neogotische kasteel Château-Mairie de Montgivray
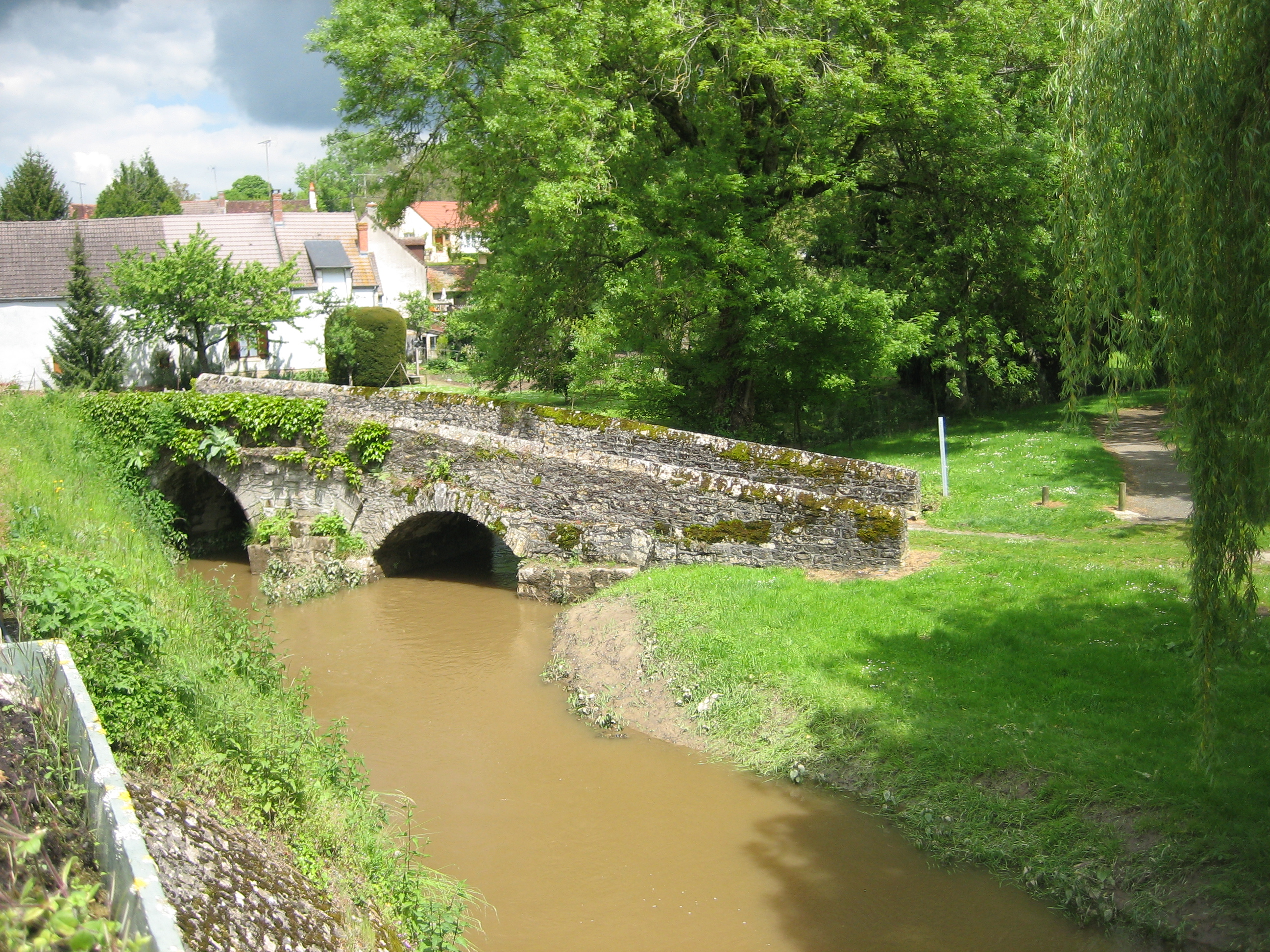
Overblijfselen van een oude brug naar La Châtre.